# Urothoe rotundifrons
Urothoe rotundifrons är en kräftdjursart som beskrevs av J. L. Barnard 1962. Urothoe rotundifrons ingår i släktet Urothoe och familjen Urothoidae. Inga underarter finns listade i Catalogue of Life.